# Ulica Miedziana w Warszawie
Ulica Miedziana – ulica w dzielnicy Wola w Warszawie.

## Opis
Ulica została wytyczona ok. 1875 w czasie parcelacji okolicznych pól uprawnych i ogrodów. Nazwa Miedziana nie miała konkretnej motywacji; należała do grupy nazw nadawanych ulicom w tej części miasta w czasie jego przemysłowego rozwoju w XIX wieku. Na terenie po zachodniej stronie ulicy, na osi ul. Siennej, gdzie od 1867 działało targowisko, około 1868 roku utworzono plac Kaliksta Witkowskiego (w 1921 nazwę placu zmieniono na plac Kazimierza Wielkiego).
W latach 1876−1877 przy skrzyżowaniu z ul. Sienną wzniesiono pierwszą dwupiętrową kamienicę. W kolejnych latach ulica stopniowo była zabudowywana kamienicami, w większości jednopodwórzowymi. Pod koniec lat 20. XX wieku właścicielami posesji byli prawie w równych częściach katolicy, ewangelicy i Żydzi. 
W okresie międzywojennym w kamienicy nr 5 mieścił się VI komisariat Policji Państwowej wraz z komendą III obwodu. W latach 1933−1934 na głębokiej posesji nr 8 wzniesiono budynek szkoły powszechnej nr 26. Ok. 1937, po wyburzeniu drewnianych baraków i częściowej parcelacji posesji przy ul. Srebrnej 1, powstał niewielki miejski plac, którego granica znalazła się w jednej linii z zachodnią pierzeją Miedzianej, tworząc w ten sposób jej przedłużenie w kierunku południowym.
Przed 1939 ulica należała do najbardziej jednorodnie zabudowanych ulic w tej części miasta. Miała bruk z kamienia polnego i latarnie gazowe. Kursowały nią autobusy linii „B” z placu Kazimierza Wielkiego do śródmieścia.
W czasie obrony Warszawy we wrześniu 1939 zabudowa ulicy nie ucierpiała (według innego źródła w niektórych kamienicach wybuchły pożary). Pierwsze zniszczenia przyniosły walki w powstaniu warszawskim w sierpniu 1944, w czasie którego ta część Woli stanowiła teren działania zgrupowania „Chrobry II”. Ulicę przegrodziły cztery barykady. Po kapitulacji powstania Niemcy kontynuowali niszczenie budynków znajdujących się przy ulicy.
W 1946 rozebrano spalone budynki, a później również te dobrze lub całkowicie zachowane, znajdujące się po nieparzystej (zachodniej) stronie ulicy. W latach 1948−1950 w miejscu zlikwidowanego placu Kazimierza Wielkiego wzniesiono Dom Słowa Polskiego, największy zakład poligraficzny w PRL. W latach 60. w rejonie ulicy zbudowano bloki osiedli mieszkaniowych Miedziana i Srebrna.
W 1995 niezabudowanemu terenowi po wschodniej części ulicy leżącemu między ulicami Chmielną i Twardą nadano nazwę skwer Zgrupowania AK „Chrobry II”. W opracowanej w 2012 gminnej ewidencji zabytków ujęto większość budynków znajdujących się przy tej ulicy. W 2020 przy południowo-wschodnim końcu ulicy wybudowano biurowiec Chmielna 89 zajmowany przez PKO BP S.A.

## Ważniejsze obiekty
- Szkoła Podstawowa nr 26 im. Mirosława Biernackiego
- Osiedle Miedziana

## Obiekty nieistniejące
- Dom Słowa Polskiego